# Sucinagonia
Sucinagonia là một chi bọ cánh cứng trong họ Chrysomelidae.
Chi này được miêu tả khoa học năm 1939 bởi Uhmann.

## Các loài
Chi này gồm các loài:
- Sucinagonia javetana Uhmann, 1939